# Lachaussée-du-Bois-d'Écu
Lachaussée-du-Bois-d'Écu est une commune française située dans le département de l'Oise, en région Hauts-de-France.
Le nom de la commune est parfois orthographié (à tort) La Chaussée-du-Bois-d'Écu.

## Géographie

### Localisation
Lachaussée-du-Bois-d'Écu est un village rural du plateau picard, situé à 9 km à vol d'oiseau au sud-est de Crèvecœur-le-Grand, 12 km au sud-ouest de Breteuil, 20 km à l'ouest de Saint-Just-en-Chaussée, 16 km au nord de Beauvais et 16 km à l'est de Marseille-en-Beauvaisis.

### Communes limitrophes
Les communes limitrophes sont  Francastel, Froissy, Luchy, Maulers, Noirémont et Puits-la-Vallée.
| Francastel | Puits-la-Vallée          | Froissy   |
|            | Lachaussée-du-Bois-d'Écu |           |
| Luchy      | Maulers                  | Noirémont |

### Hydrographie
La commune est située dans le bassin Seine-Normandie. Elle n'est drainée par aucun cours d'eau,.

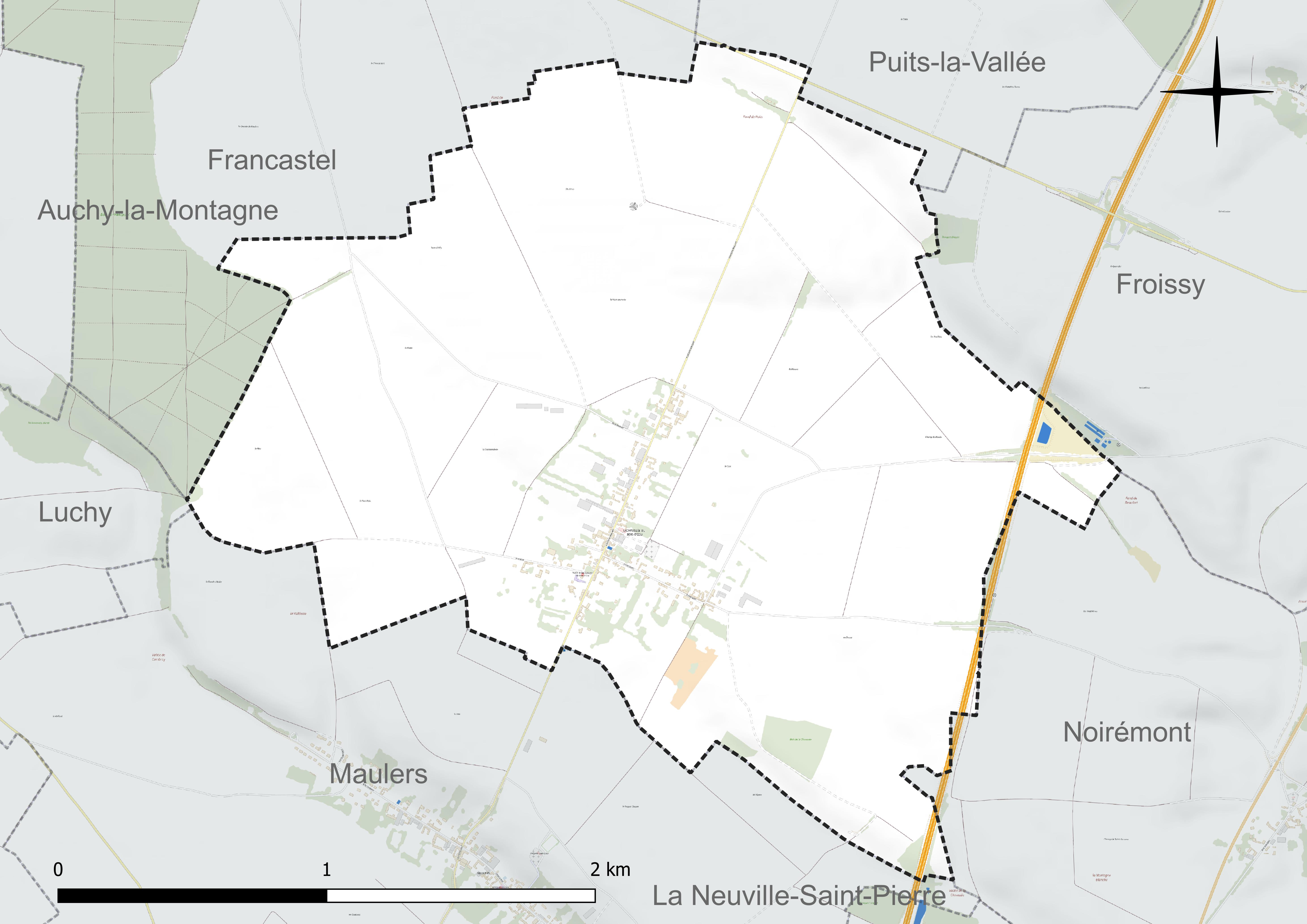
Réseau hydrographique de Lachaussée-du-Bois-d'Écu.

### Climat
Pour des articles plus généraux, voir Climat des Hauts-de-France et Climat de l'Oise.
En 2010, le climat de la commune est de type climat océanique dégradé des plaines du Centre et du Nord, selon une étude du CNRS s'appuyant sur une série de données couvrant la période 1971-2000. En 2020, Météo-France publie une typologie des climats de la France métropolitaine dans laquelle la commune est exposée à un climat océanique et est dans la région climatique Nord-est du bassin Parisien, caractérisée par un ensoleillement médiocre, une pluviométrie moyenne régulièrement répartie au cours de l'année et un hiver froid (3 °C).
Pour la période 1971-2000, la température annuelle moyenne est de 10 °C, avec une amplitude thermique annuelle de 14,3 °C. Le cumul annuel moyen de précipitations est de 745 mm, avec 11,5 jours de précipitations en janvier et 8,3 jours en juillet. Pour la période 1991-2020, la température moyenne annuelle observée sur la station météorologique la plus proche, située sur la commune de Tillé à 11 km à vol d'oiseau, est de 11,0 °C et le cumul annuel moyen de précipitations est de 655,5 mm,. Pour l'avenir, les paramètres climatiques de la commune estimés pour 2050 selon différents scénarios d'émission de gaz à effet de serre sont consultables sur un site dédié publié par Météo-France en novembre 2022.

## Urbanisme

### Typologie
Au 1er janvier 2024, Lachaussée-du-Bois-d'Écu est catégorisée commune rurale à habitat dispersé, selon la nouvelle grille communale de densité à sept niveaux définie par l'Insee en 2022.
Elle est située hors unité urbaine. Par ailleurs la commune fait partie de l'aire d'attraction de Beauvais, dont elle est une commune de la couronne,. Cette aire, qui regroupe 162 communes, est catégorisée dans les aires de 50 000 à moins de 200 000 habitants,.

### Occupation des sols

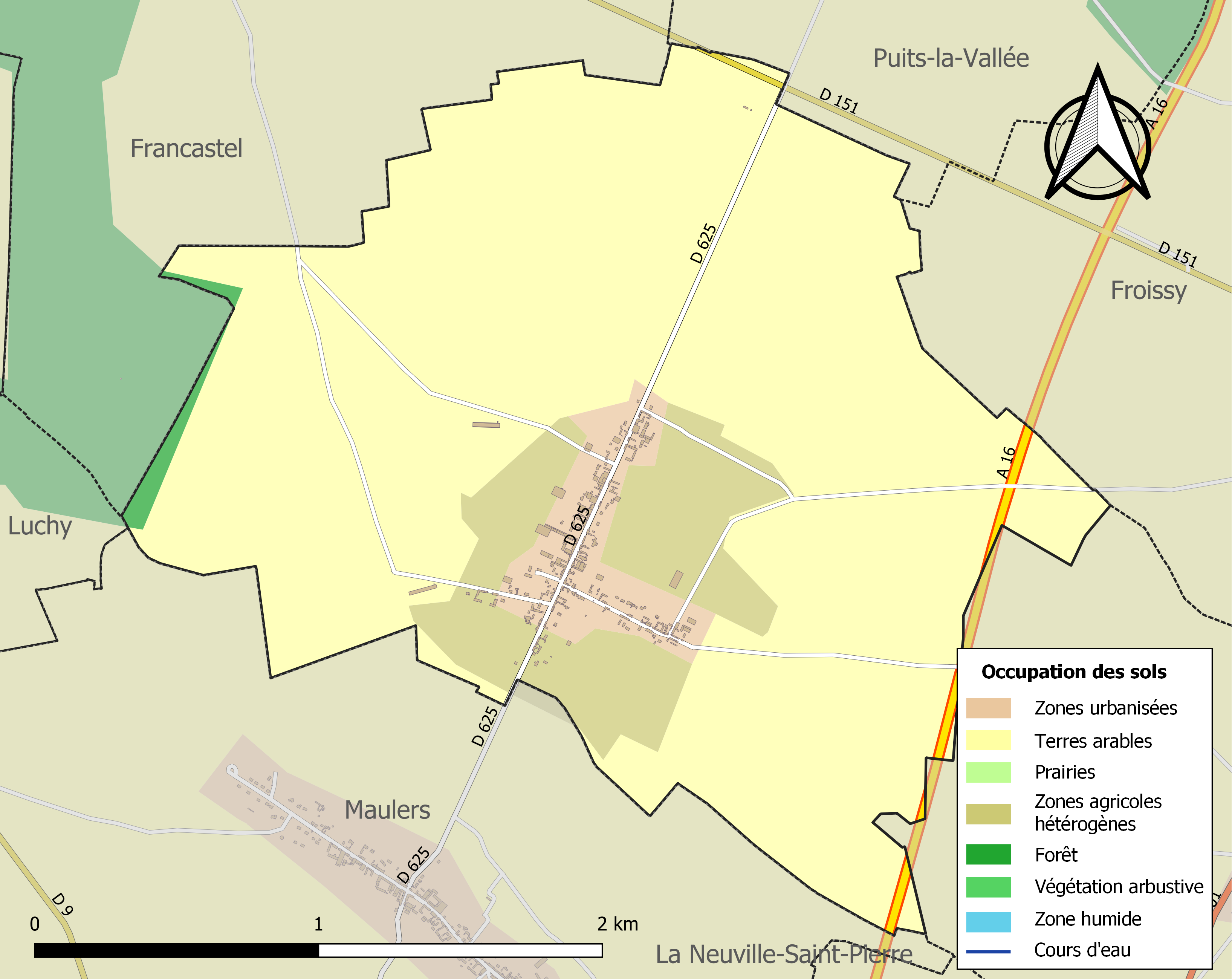
Carte des infrastructures et de l'occupation des sols de la commune en 2018 (CLC).

L'occupation des sols de la commune, telle qu'elle ressort de la base de données européenne d'occupation biophysique des sols Corine Land Cover (CLC), est marquée par l'importance des territoires agricoles (94,5 % en 2018), une proportion identique à celle de 1990 (94,5 %). La répartition détaillée en 2018 est la suivante : 
terres arables (83 %), zones agricoles hétérogènes (11,5 %), zones urbanisées (5,1 %), forêts (0,4 %). L'évolution de l'occupation des sols de la commune et de ses infrastructures peut être observée sur les différentes représentations cartographiques du territoire : la carte de Cassini (XVIIIe siècle), la carte d'état-major (1820-1866) et les cartes ou photos aériennes de l'IGN pour la période actuelle (1950 à aujourd'hui).

### Habitat et logement
En 2020, le nombre total de logements dans la commune était de 85, alors qu'il était de 84 en 2015 et de 79 en 2010.
Parmi ces logements, 87 % étaient des résidences principales, 7,1 % des résidences secondaires et 5,9 % des logements vacants. Ces logements étaient pour 100 % d'entre eux des maisons individuelles et pour 0 % des appartements.
Le tableau ci-dessous présente la typologie des logements à Lachaussée-du-Bois-d'Écu en 2020 en comparaison avec celle de l'Oise et de la France entière. Une caractéristique marquante du parc de logements est ainsi une proportion de résidences secondaires et logements occasionnels (7,1 %) supérieure à celle du département (2,4 %) mais inférieure  à celle de la France entière (9,7 %). Concernant le statut d'occupation de ces logements, 85,5 % des habitants de la commune sont propriétaires de leur logement (87 % en 2015), contre 61,4 % pour l'Oise et 57,5 pour la France entière.
| Typologie                                               | Lachaussée-du-Bois-d'Écu | Oise | France entière |
| ------------------------------------------------------- | ------------------------ | ---- | -------------- |
| Résidences principales (en %)                           | 87                       | 90,5 | 82,1           |
| Résidences secondaires et logements occasionnels (en %) | 7,1                      | 2,4  | 9,7            |
| Logements vacants (en %)                                | 5,9                      | 7,1  | 8,2            |

### Voies de communication et transports
Lachaussée-du-Bois-d'Écu est desservie par la RD 625 et tangentée au nord par la RD 151. Elle est située à proximité de la RN 1 (actuelle RD 1001), et est aisément accessible par les sorties  15 ou  16 de l'autoroute A16 (France), dont le tracé tangente à l'est le territoire communal.
La commune est desservie, en 2023, par le service de transport à la demande Corolis à la demande - Zone Nord du réseau Corolis et par les lignes 6103, 6114 et 6140 du réseau interurbain de l'Oise.

## Toponymie
Le nom de la localité est attesté sous les formes Escuts (1135) ; terram de escus (1139) ; descuz (1139) ; terra de bos decu (1139) ; boscus de cussi (1157) ; de eschuz (1157) ; in territorio descud (1164) ; in bosco descud (1171) ; in bosco de Esquid (vers 1180) ; in bosco de Escud (1183) ; in decima de Scutis (1189) ; in nemore de Escuz (1201) ; le bois descus (1201) ; de bosco de Escu (1202) ; calciata (1216) ; Escus (1220) ; in foresta de escuz (1222) ; in foresta d'Escus (1250) ; in nemore quod dicitur de Scutis (1255) ; du bos d'Escuz (1258) ; me forest d'Escuz (1258) ; in foresta de Scutis (1261) ; in territorio de scutis (1262) ; le bos d'Escus (vers 1270) ; la chauciee (1278) ; du bos descus (1278) ; aus freres du temple du bois descus (1278) ; domus d'Escus (1300) ; la maison dou temple dou boz descuz (1299) ; de boys descuz (1306) ; bos d'ecu (1347) ; le bosdescu (1368) ; la chaussee les Beauvais (1360) ; Bosdescu (1382) ; la baillie du bosdescus (1390) ; bos de l'Escu (XIVe) ; la chaussee du bois d'estus (1454) ; le cauchie du bois desteu (1469) ; bos de lecu (1470) ; au ditlieu du bosdescus (1495) ; bos d'Escu (vers 1540) ; la chauchie du bos descu (1544) ; le Bois l'Escu (1570) ; la Chaussée de Bordescu (1667) ; le bois de lescu (1685) ; la chaussée du bois de l'escu (1685) ; Commie du Bois d'Ecu (vers 1750) ; la Chaussée du Bois de l'Écu (1789) ; la Chaussée du Bois (1794) ; la Chaussée-du-bois-d'Écu (1840).
Chaussée, un des premiers sens du mot est une « Levée de terre pour retenir l'eau d'une rivière, ou d'un étang, pouvant servir de chemin de passage »[réf. nécessaire]. La voie romaine reliant Caesaromagus (Beauvais) à Samarobriva (Amiens) passant à La Chaussée, est sans doute à l'origine du nom du village.

## Histoire

### Antiquité
La localité est sitiuée sur le tracé de la voie romaine reliant Caesaromagus (Beauvais) à Samarobriva (Amiens).

### Moyen Âge
Les templiers possédaient une maison du Temple dite du Bois-d'Écu qui est mentionnée en 1255 puis en 1278  et qui se trouvait légèrement à l'écart au nord-ouest du village. Cette maison devient ensuite la commanderie du Bois-d'Écu après avoir été dévolue aux frères hospitaliers de l'ordre de Saint-Jean de Jérusalem au début du XIVe siècle.
Cette commanderie devient ensuite un élément de la commanderie de Fontaine-sous-Montdidier.

### Temps modernes
Le petit château de Lachaussée est détruit en 1592 par la garnison de Bresles durant les Guerres de Religion
Sous l'Ancien Régime, Lachaussée était une dépendance et un vicariat de la paroisse de Maulers, dont l'abbé de Saint-Lucien avait la seigneurie spirituelle et temporelle.

### Époque contemporaine
En 1825 a lieu un important incendie qui détruit 80 maisons couvertes de chaume, ainsi qu'une grande part de l'église, qui avait été bâtie de
1546 à 1555,.
En 1836, le village compte un moulin à vent et une filature de leine peignée, située dans le village.
Le village est desservi par le chemin de fer secondaire à voie métrique du réseau des chemins de fer départementaux de l'Oise reliant Estrées-Saint-Denis - Froissy - Crèvecœur-le-Grand de 1911 à 1953,.

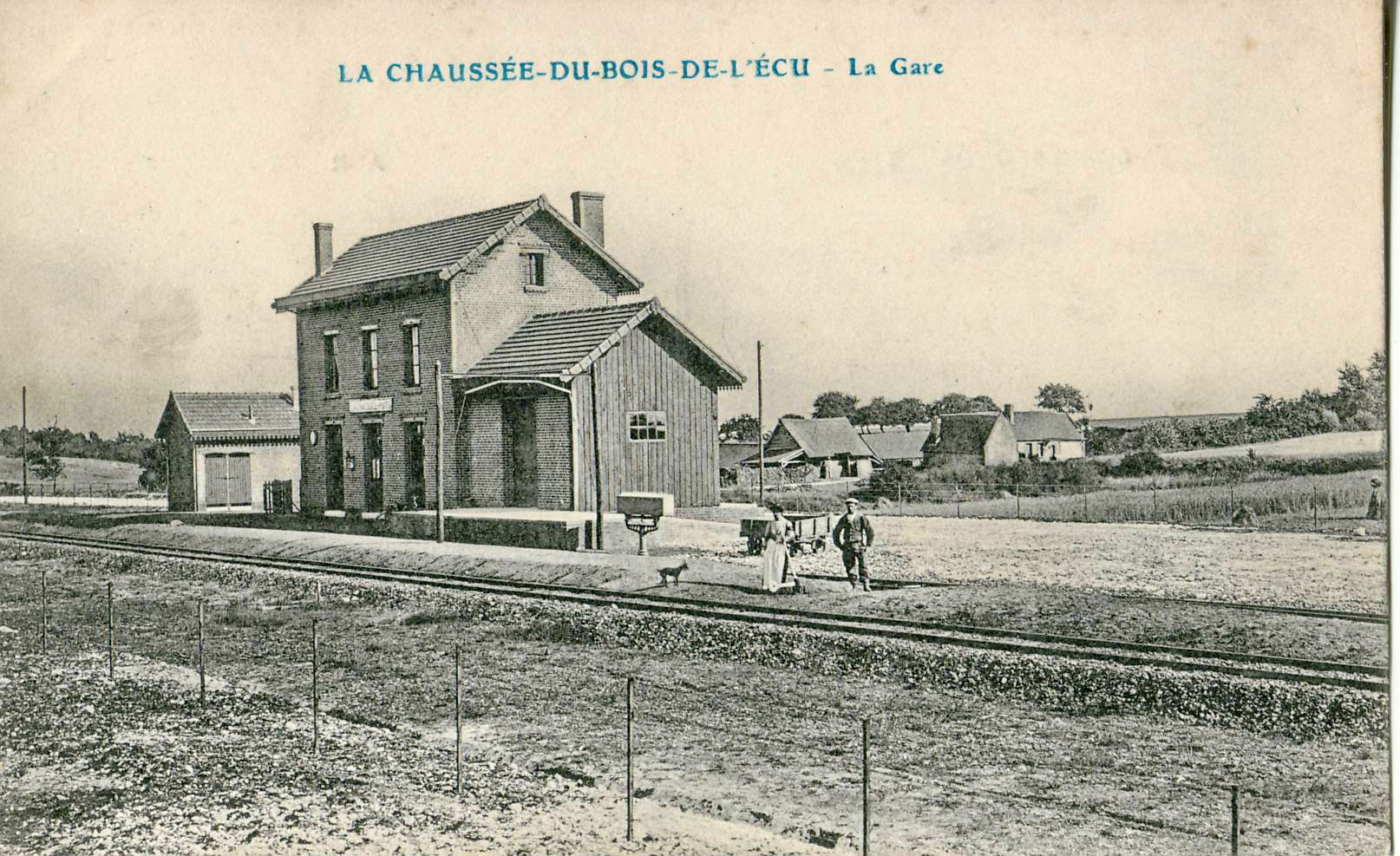
La gare au début du XXe siècle
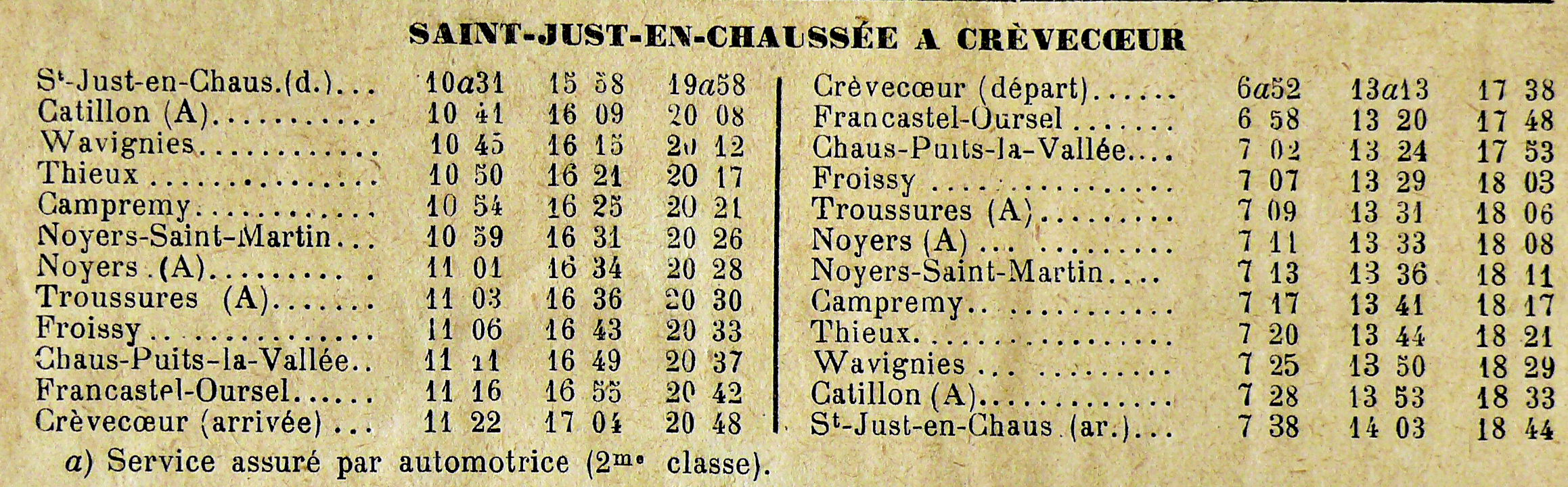
Horaires de 1938

## Politique et administration

### Rattachements administratifs et électoraux

#### Rattachements administratifs
La commune se trouve dans l'arrondissement de Beauvais du département de l'Oise.
Elle faisait partie depuis 1802 du canton de Crèvecœur-le-Grand. Dans le cadre du redécoupage cantonal de 2014 en France, cette circonscription administrative territoriale a disparu, et le canton n'est plus qu'une circonscription électorale.

#### Rattachements électoraux
Pour les élections départementales, la commune fait partie depuis 2014 du canton de Saint-Just-en-Chaussée
Pour l'élection des députés, elle fait partie de la première circonscription de l'Oise.

### Intercommunalité
La commune faisait partie de la communauté de communes de Crèvecœur-le-Grand Pays Picard A16 Haute Vallée de la Celle créée fin 1992.
Dans le cadre des dispositions de la loi portant nouvelle organisation territoriale de la République (Loi NOTRe) du 7 août 2015, qui prévoit que les établissements publics de coopération intercommunale (EPCI) à fiscalité propre doivent avoir un minimum de 15 000 habitants, le préfet de l'Oise a publié en octobre 2015 un projet de nouveau schéma départemental de coopération intercommunale, qui prévoit la fusion de plusieurs intercommunalités, et notamment celle de Crèvecœur-le-Grand (CCC) et celle des Vallées de la Brèche et de la Noye (CCVBN), soit une intercommunalité de 61 communes pour une population totale de 27 196 habitants.
Après avis favorable de la majorité des conseils communautaires et municipaux concernés(et malgré les souhaits de la commune, qui aurait souhaité être rattachée à la communauté d'agglomération du Beauvaisis), cette intercommunalité dénommée communauté de communes de l'Oise picarde (CCOP)  est créée au 1er janvier 2017 et comprend la commune.
Toutefois, la commune et huit autres issues de l'ex-CCC, qui font partie de l'aire urbaine de Beauvais, protestent contre leur intégration au sein de la CCOP, et demandent leur rattachement à la communauté d'agglomération du Beauvaisis (CAB), en soulignant leur proximité territoriale avec la ville préfecture, et afin de voir leurs administrés profiter des équipements et des projets portés par la CAB tout en évitant une forte augmentation de leur fiscalité locale liée à l'harmonisation des taux de ces impôts entre l'ex-CCC et l'ex-CCVBN.
Au terme de ce processus, la commune intègre le 1er janvier 2018 la communauté d'agglomération du Beauvaisis, la portant ainsi à 53 communes.

### Liste des maires
| Période                                  | Période                   | Identité         | Étiquette | Qualité                                |
| ---------------------------------------- | ------------------------- | ---------------- | --------- | -------------------------------------- |
| Les données manquantes sont à compléter. |                           |                  |           |                                        |
| 1888                                     | 1935                      | M. Leclerq       |           | Arrière-grand-père de Francis Watripon |
| 1945                                     | 1977                      | Lucien Watripon  |           | Père de Francis Watripon               |
| 1977                                     | mars 2008                 | Francis Watripon |           |                                        |
| mars 2008                                | En cours (au 6 juin 2023) | Bruno Gruel      |           | Réélu pour le mandat 2020-2026,        |

## Équipements et services publics

### Enseignement
Les enfants de la commune sont scolarisés au sein d'un regroupement pédagogique intercommunal (RPI) qui regroupe Maulers, Lachaussée-du-Bois-d'Écu, Puits-la-Vallée, Oursel-Maison et Muidorge.

### Justice, sécurité, secours et défense
La commune conserve en 2017 son centre de première intervention (CPI) de sapeurs pompiers.

## Population et société

### Démographie

#### Évolution démographique
L'évolution du nombre d'habitants est connue à travers les recensements de la population effectués dans la commune depuis 1793. Pour les communes de moins de 10 000 habitants, une enquête de recensement portant sur toute la population est réalisée tous les cinq ans, les populations de référence des années intermédiaires étant quant à elles estimées par interpolation ou extrapolation. Pour la commune, le premier recensement exhaustif entrant dans le cadre du nouveau dispositif a été réalisé en 2008.

En 2022, la commune comptait 184 habitants, en évolution de −12,8 % par rapport à 2016 (Oise : +0,87 %, France hors Mayotte : +2,11 %).
| 1793 | 1800 | 1806 | 1821 | 1831 | 1836 | 1841 | 1846 | 1851 |
| ---- | ---- | ---- | ---- | ---- | ---- | ---- | ---- | ---- |
| 466  | 447  | 513  | 446  | 425  | 406  | 381  | 384  | 375  |

| 1856 | 1861 | 1866 | 1872 | 1876 | 1881 | 1886 | 1891 | 1896 |
| ---- | ---- | ---- | ---- | ---- | ---- | ---- | ---- | ---- |
| 351  | 342  | 314  | 313  | 268  | 260  | 236  | 244  | 232  |

| 1901 | 1906 | 1911 | 1921 | 1926 | 1931 | 1936 | 1946 | 1954 |
| ---- | ---- | ---- | ---- | ---- | ---- | ---- | ---- | ---- |
| 225  | 224  | 202  | 178  | 187  | 152  | 207  | 207  | 173  |

| 1962 | 1968 | 1975 | 1982 | 1990 | 1999 | 2006 | 2008 | 2013 |
| ---- | ---- | ---- | ---- | ---- | ---- | ---- | ---- | ---- |
| 167  | 157  | 148  | 139  | 144  | 166  | 192  | 199  | 214  |

| 2018 | 2022 | - | - | - | - | - | - | - |
| ---- | ---- | - | - | - | - | - | - | - |
| 195  | 184  | - | - | - | - | - | - | - |

#### Pyramide des âges
La population de la commune est relativement jeune.
En 2018, le taux de personnes d'un âge inférieur à 30 ans s'élève à 31,8 %, soit en dessous de la moyenne départementale (37,3 %). À l'inverse, le taux de personnes d'âge supérieur à 60 ans est de 26,2 % la même année, alors qu'il est de 22,8 % au niveau départemental.
En 2018, la commune comptait 95 hommes pour 100 femmes, soit un taux de 51,28 % de femmes, légèrement supérieur au taux départemental (51,11 %).
Les pyramides des âges de la commune et du département s'établissent comme suit.

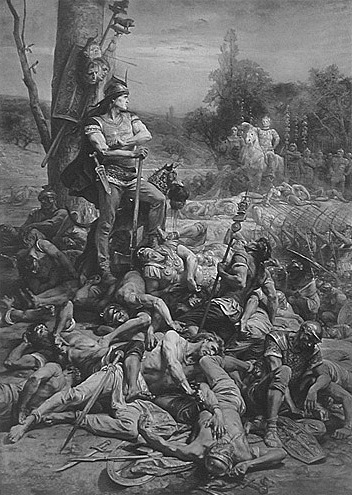
Défaite de Corréus, Tableau de Diogène Maillart, XIXe siècle.

| Hommes | Classe d’âge | Femmes |
| ------ | ------------ | ------ |
| 1,1    | 90 ou +      | 2,0    |
| 10,5   | 75-89 ans    | 8,0    |
| 15,8   | 60-74 ans    | 15,0   |
| 33,7   | 45-59 ans    | 28,0   |
| 10,5   | 30-44 ans    | 12,0   |
| 18,9   | 15-29 ans    | 23,0   |
| 9,5    | 0-14 ans     | 12,0   |

| Hommes | Classe d’âge | Femmes |
| ------ | ------------ | ------ |
| 0,5    | 90 ou +      | 1,4    |
| 5,5    | 75-89 ans    | 7,6    |
| 15,6   | 60-74 ans    | 16,3   |
| 20,8   | 45-59 ans    | 20     |
| 19,4   | 30-44 ans    | 19,4   |
| 17,6   | 15-29 ans    | 16,2   |
| 20,6   | 0-14 ans     | 19,1   |

## Culture locale et patrimoine

### Lieux et monuments
- Église Sainte-Restitute, reconstruite en 1829 après un incendie, en conservant le soubassement des murs de la nef et la façade ouverte par un portail en plein cintre roman avec claveaux en bossage, et qui comprend  une fenêtre encadrée par une double moulure très profonde de style gothique.
La reconstruction du début du XIXe siècle a reconstitué les fenêtres gothiques de la nef et réalisé un nouveau chœur en brique et pierre de style néogothique.
Le retable avec fronton triangulaire et colonnes cannelées encadrant un tableau représentant le Christ emporté au ciel par un ange, représentatif du style de la Restauration. On note également deux vitraux illustrant la Sainte-Cène et Jésus bénissant les enfants[20].

### Personnalités liées à la commune
- Diogène Maillart, peintre né le 28 octobre 1840 à Lachaussée-du-Bois-d'Écu, premier grand Prix de Rome en 1864, décédé en 1926, élève de Léon Cogniet, Cornu et Laemlein. Il a peint deux plafonds du musée Condé à Chantilly[46],[47].Il a peint aussi la Défaite de Corréus, événement lié à l'histoire locale.

## Pour approfondir